# يوم القسم الرئاسي

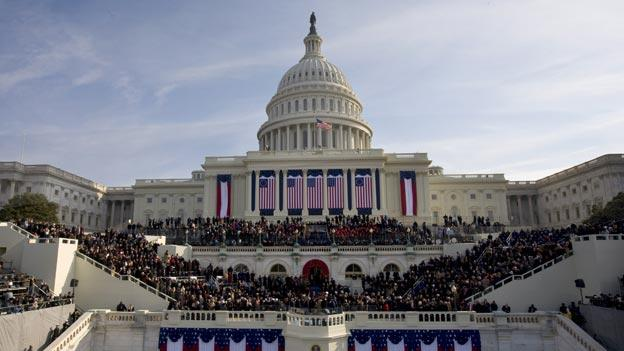

أداء رئيس الولايات المتحدة للقسم الرئاسي هي احتفالية بمناسبة بدء ولاية جديدة مدتها أربع سنوات لرئيس الولايات المتحدة. يقام هذا الاحتفال لكل فترة رئاسية جديدة، حتى لو كان الرئيس مستمرًا في منصبه من أجل ولاية ثانية. منذ عام 1937، تقرر الحفل ظهرًا بتوقيت شرق الولايات المتحدة في 20 يناير، في اليوم الأول من الولاية الجديدة، بعد 72 إلى 78 يومًا من الانتخابات الرئاسية، باستثناء ثلاث مناسبات عندما صادف 20 يناير يوم الأحد. في تلك السنوات، أُدّي القسم الرئاسي في ذلك اليوم بشكل خاص ثم مرة أخرى في حفل عام في اليوم التالي، يوم الاثنين 21 يناير، وقد أقيم حفل التنصيب (القسم) الرئاسي الأخير في 20 يناير 2021، عندما بدأ جو بايدن ولايته رسميًا. ومن المقرر إجراء الحفل المقبل في 20 يناير 2025 عندما سيبدا دونالد ترامب ولايته الثانيه والاخيره الغير متتاليه رسميا.
تلاوة القسم الرئاسية هي العنصر الوحيد في هذا الحفل المنصوص عليه في دستور الولايات المتحدة (المادة الثانية، القسم الأول، البند 8). على الرغم من أن ذلك ليس مطلبًا دستوريًا، لكن عادة ما يؤدي رئيس القضاة اليمين الرئاسية. منذ عام 1789، أُدّي القسم في 58 حفل تنصيب عام مجدول، من قبل 15 رئيس قضاة، وقاض مشارك واحد، وقاض واحد من ولاية نيويورك. وقام آخرون -بالإضافة إلى رئيس المحكمة العليا- بأداء قسم المنصب للعديد من نواب الرئيس التسعة الذين خلفوا في الرئاسة بعد وفاة سلفهم أو استقالته خلال الفترة.
منذ حفل رونالد ريغان عام 1981، أقيم الحفل في الواجهة الغربية لمبنى الكابيتول بالولايات المتحدة مقابل ناشونال مول مع نصب واشنطن التذكاري الشهير ونصب لنكولن التذكاري البعيد. أقيمت مراسم أداء اليمين الأخرى على منصة فوق الدرجات في الرواق الشرقي لمبنى الكابيتول على أساس منتظم لمدة 180 عامًا، وأحيانًا داخل غرفة مجلس الشيوخ القديمة على الجانب الشمالي القديم، غرفة مجلس النواب في الجنوب والجناح المستدير المركزي تحت القبة. كان آخر حفل تنصيب مقرر بانتظام لا يجري في مبنى الكابيتول هو التنصيب الرابع لفرانكلين روزفلت في عام 1945، الذي أقيم في البيت الأبيض.على مر السنين، نشأت تقاليد مختلفة وسعت الافتتاح من حفل بسيط لأداء اليمين إلى حدث يستمر طوال اليوم، بما في ذلك المسيرات والتجمعات الاجتماعية المتعددة. يُنقل الحفل عادة على الهواء مباشرة عبر شبكات التلفزيون الإخبارية والتلفزيونية التجارية الكبرى في الولايات المتحدة؛ العديد منها أيضًا يبثها مباشرة على مواقع الويب الخاصة بهم.
عندما يتولى رئيس ما مهام منصبه خلال فترة الرئاسة، يتم حفل التنصيب بدون أبهة أو ضجة. من أجل تسهيل الانتقال الرئاسي السريع في ظل ظروف استثنائية، يؤدي الرئيس الجديد اليمين الدستورية في حفل بسيط وعادة ما يخاطب الأمة بعد ذلك.

## مراسم التنصيب

### تواريخ
حدث التنصيب الأول -وهو تنصيب جورج واشنطن- في 30 أبريل 1789. وأقيمت جميع عمليات التنصيب اللاحقة (العادية) من عام 1793 حتى عام 1933، في 4 مارس، وهو اليوم الذي بدأت فيه الحكومة الفيدرالية عملها بموجب دستور الولايات المتحدة. في عام 1789. كان الاستثناء من هذا النمط هو تلك السنوات التي وقع فيها الرابع من مارس يوم أحد. عندما حدث ذلك، كان حفل الافتتاح العام يوم الاثنين 5 مارس. حدث هذا في أربع مناسبات، في 1821 و1849 و1877 و1917. وانتقل يوم التنصيب إلى 20 يناير ابتداء من عام 1937، بعد التصديق على التعديل العشرين للدستور، إذ بقي منذ ذلك الحين. أُجري استثناء مماثل يوم الأحد حيث أُجل الحفل إلى يوم الاثنين (والذي حدث في 1957 و1985 و2013).
نتج عن ذلك العديد من الحالات الشاذة: كانت الرئاسة شاغرة من الناحية الفنية لمدة 24 ساعة في عام 1821، وفي عام 1849، يُزعم أن الرئيس المؤقت لمجلس الشيوخ ديفيد رايس أتشيسون كان رئيسًا لمدة يوم واحد. في عام 1877، أدى رذرفورد ب.هايز اليمين سرًا في 3 مارس بسبب الجدل حول تسوية 1877. في العصر الحديث، أدى الرئيس اليمين يوم الأحد في حفل خاص وكررها في اليوم التالي. في عامي 1985 و2013 بُثت هذه الاحتفالات على التلفزيون. حدثت عمليات التنصيب غير المنتظمة في تسع مناسبات خلال فترة الولاية، بعد وفاة الرئيس أو استقالته.
يجري الاحتفال بيوم التنصيب، رغم أنه ليس عطلة فيدرالية، كعطلة من قبل الموظفين الفيدراليين الذين سوف يعملون في منطقة يوم التنصيب. تتكون منطقة يوم التنصيب من مقاطعة كولومبيا؛ مقاطعتا مونتغمري والأمير جورج في ماريلاند؛ مقاطعتا أرلينغتون وفيرفاكس في فيرجينيا [تعد مدينة فيرفاكس جزءًا من مقاطعة فيرفاكس لهذا الغرض]، ومدينتي الإسكندرية وفولز تشيرش في فيرجينيا، والذين من المقرر بانتظام أداء أعمال غير إضافية في يوم التنصيب. لا توجد عطلة بديلة للموظفين أو الطلاب الذين لم يُجدولوا بانتظام للعمل أو الذهاب إلى المدرسة في يوم التنصيب.

### المواقع
أقيمت معظم مراسم التنصيب الرئاسية منذ 1801 في واشنطن العاصمة في مبنى الكابيتول. أقيمت مراسم التنصيب السابقة، أولًا في القاعة الاتحادية في مدينة نيويورك (1789)، ثم في قاعة الكونغرس في فيلادلفيا، بنسلفانيا (1793 و1797). كانت كل مدينة في ذلك الوقت، عاصمة الأمة. نُقل موقع أداء اليمين لجيمس مونرو عام 1817 إلى مبنى الكابيتول القديم في واشنطن بسبب أعمال الترميم التي كانت جارية في مبنى الكابيتول بعد حرب عام 1812. في عام 1909، نُقل تنصيب وليام إتش تافت إلى غرفة مجلس الشيوخ بسبب عاصفة ثلجية. ثلاث حفلات تنصيب أخرى - الرابعة لفرانكلين دي روزفلت (1945)، والأولى لهاري س.ترومان (1945)، وجيرالد فورد (1974) - عقدت في البيت الأبيض. كانت مراسم التنصيب الرئاسية (لا تشمل الاحتفالات داخل الولاية بعد وفاة الرئيس أو استقالته) عادة احتفالات عامة في الهواء الطلق. كان أندرو جاكسون، في عام 1829 أول الـ35 منصبًا في الجبهة الشرقية لمبنى الكابيتول. منذ تنصيب رونالد ريغان عام 1981، نصبوا في الجبهة الغربية لمبنى الكابيتول. خطوة مصممة لخفض التكاليف وتوفير مساحة أكبر للمتفرجين.

### المنظمون
قبل يوم التنصيب، يقوم الرئيس المنتخب بتعيين اللجنة الرئاسية الافتتاحية. هذه اللجنة هي الكيان القانوني المسؤول عن جمع الأموال والتخطيط والتنسيق لجميع الفعاليات والأنشطة الرسمية المحيطة بتنصيب الرئيس ونائب الرئيس (بخلاف الحفل)، مثل الكرات والاستعراض.
منذ عام 1901، كانت اللجنة المشتركة لحفلات التنصيب مسؤولة عن تخطيط وتنفيذ مراسم أداء اليمين. منذ عام 1953، استضافت أيضًا مأدبة غداء في مبنى الكابيتول الأمريكي للرئيس الجديد ونائب الرئيس والضيوف. تتكون اللجنة من ثلاثة أعضاء من مجلس الشيوخ وثلاثة نواب.
تتكون منطقة العاصمة الوطنية لفرقة العمل المشتركة من أفراد الخدمة من جميع فروع القوات المسلحة للولايات المتحدة، بما في ذلك عناصر الاحتياط والحرس الوطني، وهي مسؤولة عن جميع أشكال الدعم العسكري للاحتفالات والسلطات المدنية لفترة التنصيب (في عام 2017، كانت الفترة بين 15-24 يناير). شارك العسكريون الأمريكيون في احتفالات يوم التنصيب منذ عام 1789 عندما اصطحب أعضاء من الجيش القاري ووحدات الميليشيات المحلية وقدامى المحاربين في الحرب الثورية جورج واشنطن إلى حفل تنصيبه الأول. تشمل مشاركتهم تقليديًا الوحدات الموسيقية وحراس الألوان وبطاريات التحية وأطواق الشرف. يكرم الدعم العسكري لحفل التنصيب الرئيس الجديد، القائد العام للقوات المسلحة، ويعترف بالسيطرة المدنية على الجيش.

## أول قسم
أول رئيس أمريكي يؤدي القسم كان جورج واشنطن في 30 أبريل 1789 م بمدينة نيويورك

## مكان القسم
منذ عام 1901 واحتفالات التنصيب تقام بمبنى كابيتول الولايات المتحدة الكونغرس الأمريكي حيث المجلس التشريعي